# Leptoconops nipponensis
Leptoconops nipponensis är en tvåvingeart som beskrevs av Tokunaga 1937. Leptoconops nipponensis ingår i släktet Leptoconops och familjen svidknott. Inga underarter finns listade i Catalogue of Life.